# Jorge Morello
Jorge Morello (n. San José de la Esquina, Prov. de Santa Fe, mediados de octubre de 1923 - ib., 27 de agosto de 2013) fue un ecólogo argentino, especializado en el funcionamiento de los paisajes de las ecoregiones del Monte y el Chaco. Fue investigador del CONICET y profesor de la Universidad de Buenos Aires.

## Biografía
Morello se doctoró en Ciencias Naturales de la Universidad Nacional de La Plata y realizó estudios de postgrado en ecología en las Universidades de Sao Paulo (Brasil), Arizona (Tucson), Kansas (Lawrence), y en el CALTECH (Instituto Tecnológico de California). 
Fue investigador superior del CONICET y profesor Emérito de la Universidad de Buenos Aires. Allí formó y dirigió el Grupo de Ecología del Paisaje y Medio Ambiente (GEPAMA) de la Facultad de Arquitectura, Diseño y Urbanismo de la Universidad de Buenos Aires. Dictó cursos de grado y postgrado en las universidades nacionales de Rosario, Mar del Plata, Nordeste y Buenos Aires. En el exterior fue profesor de la Universidad Harvard, e investigador visitante en el INIREB (Instituto Nacional de Investigación en Recursos Bióticos, Xalapa, México), y en el Instituto de Ecología A.C. de México.
Publicó más de 120 trabajos científicos en revistas nacionales, y extranjeras y tiene contribuciones en obras aparecidas en Harvard University Press, siglo XXI y el Fondo de Cultura Económica. Es autor de libros y coeditor de obras sobre problemas ambientales. 
Fue socio fundador de la "Sociedad Argentina de Botánica", vicepresidente de la "Sociedad Argentina de Fisiología Vegetal", cofundador y primer presidente de la "Sociedad Argentina de Ecología"; Fue presidente y cofundador de la "Asociación Argentino-Uruguaya de Economía Ecológica" (ASAUEE) que funciona como un capítulo de la International Society of Economical Ecology (ISEE) y de la "Asociación Argentina de Ecología del Paisaje" (ASADEP) que funciona como un capítulo de la "Sociedad Internacional del IALE", y presidente del Directorio de la Administración de Parques Nacionales de Argentina.

## Libros
- Morello, J. 1959. La Provincia Fitogeográfica del Monte. Opera Lilloana, Tucumán
- Morello, J. 1986. Perfil Ecológico de Sudamérica. Instituto de Cooperación Iberoamericana, Barcelona[2]
- Di Pace, M. ed. 1992. Las Utopías del Medio Ambiente. Desarrollo Sustentable en la Argentina. Centro Editor para América Latina, Buenos Aires, coautor
- Morello, J. y Solbrig O.T. 1997. Argentina Granero del Mundo. ¿Hasta Cuando?. Orientación Gráfica Editora, Buenos Aires
- Morello, J., Marchetti B., Rodríguez, A., y Nussbaum, A., 1997, El Ajuste Estructural Argentino y los Cuatro jinetes del Apocalipsis Ambiental. Colección CEA-CBC, N.º 2, EUDEBA, Buenos Aires
- Matteucci, S.D., O. T. Solbrig; Morello, J., y Halffter, G. 1999, Biodiversidad y Uso de la Tierra.Conceptos y Ejemplos de Latinoamérica. EUDEBA-UNESCO, Buenos Aires
- Matteucci, S.D., Morello, J., Buzai, G.D., Baxendale, C.A., Silva, M., Mendoza, N., Pengue, W. y Rodríguez, A. 2006, Crecimiento urbano y sus consecuencias sobre el entorno rural. EL caso de la ecorregión pampeana. Orientación Gráfica Editora. Buenos Aires.

## Publicaciones
Selección de algunas de sus publicaciones científicas más relevantesː
- Morello, J. H., Protomastro, J., Sancholuz, L., & Blanco, C. (1973). Estudio macroecológico de los Llanos de La Rioja. APN, Administración de Parques Nacionales, Secretariat de Agricultura, Ganadería y Pesca, Ministerio de Economía.

- Morello, Jorge; Buzai, Gustavo; Baxendale, Claudia, Rodríguez, Andrea, Matteucci, Silvia, Godagnone, Roberto y Casas Roberto, Urbanización y consumo de tierra fértil, Ciencia Hoy, Vol.10, N° 55:50-61, Asociación Ciencia Hoy, Buenos Aires, 2000
- Barragán, José; Dadon, José; Matteucci, Silvia; Morello Jorge; Baxendale, Claudia, Rodríguez, Andrea. “Preliminary Basis for an Integrated Management Program for the Coastal Zone of Argentine” 2003. 55-77; Coastal Management 31
- Morello, J., & Adamoli, J. (1968). Las grandes unidades de vegetación y ambiente del Chaco argentino (No. 10). Instituto de Botanica Agricola.
- Morello, J. H., Feldman, I., & Gómez, I. (1973). La integración de la actividad agro-silvo-pastoril en el centro oeste de Formosa (Chaco Argentino) (No. 11928).
- Morello, J., & Pengue, W. (2000). Economía ecológica y biodiversidad: un enfoque desde el sur. Realidad económica, (173).
- Morello, Jorge; Matteucci, Silvia; y Buzai, Gustavo, Urban sprawl and landscape perturbation in high quality farmland ecosystems: the case of Buenos Aires metropolitan region, En Paarlberg, Richard, Otto Solbrig y Francesco Di Castri (edits.), Globalization and the rural environment. David Rockefeller Center for Latin-American Studies, Harvard University Press, 2001, Cambridge
- Morello, J., G. D. Buzai, C. A. Baxendale, A. F. Rodríguez, S. D. Matteucci, R. E. Godagnone, & R. R. Casas. "Urbanization and the consumption of fertile land and other ecological changes: the case of Buenos Aires", Environment and urbanization, Vol. 12, Nº 2: 119-131, International Institute of Environment and Development, Londres, 2000